# Rade Hamović
Rade Hamović (em sérvio:  Раде Хамовић; Stolac, 13 de fevereiro de 1916 – Liubliana, 19 de maio de 2009) foi um general sérvio-bósnio do Exército Popular Iugoslavo (JNA), que serviu como Chefe do Estado-Maior do JNA de 16 de junho de 1961 a 15 de junho de 1967.  
Anteriormente, ele ocupou o posto de potporuchnik (oficial subalterno) do Exército Real Iugoslavo, após se formar na Academia Militar de Belgrado em 1936, como um dos 10 melhores cadetes de sua classe. Durante a Segunda Guerra Mundial na Iugoslávia, ele foi membro do Quartel-General Supremo dos Partisans Iugoslavos.